# Stigma-Umkehr
Stigma-Umkehr ist in der Soziologie ein Begriff für einen Prozess der Entlegitimierung struktureller Diskriminierung seitens der betroffenen sozialen Randgruppen, die gesellschaftliche Institutionen für ihre soziale Ausgrenzung verantwortlich machen. Der Begriff wird u. a. von dem Soziologen Rüdiger Lautmann geprägt.

## Merkmale und Beispiele
Ein besonderes Kennzeichen für Stigma-Umkehr ist die Gewichtung von Performativität durch Publizität. So hat die Stigma-Umkehr eine zentrale Bedeutung im Coming out all over, dessen Konzept von John I. Kitsuse sich an die Sprechakttheorie von John Langshaw Austin („How to do things with words“) anlehnt. Beispielhaft für die Anwendung sind Gay-Paraden in der Schwulenbewegung.

### Anthropophagie-Bewegung
Ein Beispiel aus dem Bereich der Kunst und Literatur ist die Anthropophagie-Bewegung um Oswald de Andrade, Mário de Andrade, Anita Malfatti und Menotti del Picchia von der Grupo dos Cinco („Gruppe der Fünf“). Nach dem anthropophagischen Motto „Statt das Fremde wegzuschieben, das Fremde fressen“ entwickelten sie gegen die zerstörerischen, dominanten und rassistischen Elemente der europäischen Kultur künstlerische Gegenaktionen und inhaltliche, ethische Begründungen. Der Reinlichkeit, Wissenschaftlichkeit und dem „europäischen Verlangen nach Differenz“ setzten sie „das tropische Wuchern, Aneignung, Naivität, Wildheit und Poesie“ entgegen. Die Dominanzkultur wird hier mit ihren stigmatisierenden Bildern – wie die des „edlen Wilden“ – auf der Ebene „ihres“ Kunstverständnisses „verlacht“. Hier wird an entsprechende Repräsentationsstrategien aus der Tradition des brasilianischen Karnevals angeknüpft.
Im deutschsprachigen Raum knüpfte 1999 mit dem Motto Migrantinnen wehren sich! die MAIZ-Kampagne an die Praxis der Anthropophagie-Bewegung an, um „gegen die Gewalt an Migrantinnen“ zu protestieren: „Wir widersetzen uns jeglicher Zuschreibungspraxis sei es in Form von Viktimisierung oder Exotisierung. Wir haben Strategien auf der Ebene der Öffentlichkeitsarbeit entwickelt, die wir mit unserer politischen Bildungsarbeit und Kulturarbeit verbinden. … Wir versuchten die Logik umzukehren, um uns als Protagonistinnen zu stärken.“

### Moko Jumbies im karibischen Karneval
Die bildliche Figur der Moko Jumbies im karibischen Karneval als Tanzspiel der Kinder dient ebenfalls dem „anthropophagisches Lachen, das den Machthaber vom Thron verjagt“. Der Tanz wird hier „als ein machtvolles Vehikel zur Restauration und Revision der fragmentierten Trinidader afro-karibischen Geschichte – der ahnenhaften Realität – benutzt. … Die tanzenden Moko-Jumbie-Kinder inszenieren diese Darstellung. Ihr Tanz setzt eine Art sozio-kulturellen Rehabilitationsprozess, eine Rekonstruktion des Prozesses des Aufbrechens und der Desintegration in Gang. Auf diese Weise erheben sich die Kinder über die Erfahrung des Kolonialismus und konnotieren den Prozess der Emanzipation.“

### Farbe bekennen
Gegenüber der bis dahin dominierenden Fremddefinition wurden 1986 vor allem durch den Sammelband afrodeutscher Frauen Farbe bekennen erstmals in der Bundesrepublik Deutschland Selbstdarstellungen von Schwarzen Deutschen formuliert. So heißt es in der Selbstdarstellungsbroschüre der Initiative Schwarze Deutsche (ISD) damals u. a.: „Unsere Definition beschränkt sich übrigens nicht auf die Hautfarbe, sondern schließt alle von Rassismus betroffenen Minderheiten ein. Mit Begriffen wie Schwarze Deutsche und Afro-Deutsche als Ausdruck unserer multikulturellen Herkunft bestimmen wir uns selbst, statt bestimmt zu werden.“ Zu den Protagonistinnen gehörte auch die deutsche Lyrikerin May Ayim.